# Hussein al-Sadiq
Hussein al-Sadiq était un footballeur saoudien né le 15 octobre 1973.

## Carrière
- Al Qadisiya Al Khubar  Arabie saoudite

## Sélections
- Sélectionné avec l'équipe d'Arabie saoudite.